# Wolter Derk Janszoon Coops
Wolter Derk Janszoon Coops (Doetinchem, 30 september 1764 - aldaar, 27 augustus 1847) was een Nederlands koopman en zoutzieder, later burgemeester van Doetinchem.

## Familie
Coops trouwde op 15 november 1786 in Zelhem met Harmina Hesselink (Doetinchem, 21 oktober 1767 - aldaar, 29 februari 1852), de dochter van Hendrik Hemansz. en Henrietta Keppel. Uit dit huwelijk werden twaalf kinderen geboren, waaronder de latere viceadmiraal Herman Hendrik Timotheus Coops.

## Loopbaan
Coops werd in 1811 benoemd tot lid van de municipale raad van Doetinchem. In 1816 werd hij aangesteld als lid van de raad; in zijn functie van penningmeester vormde hij, samen met E.J. Planten (voorzitter en in 1824 benoemd tot burgemeester van Doetinchem) en Ds. D. Jansen Eijken Sluiters (secretaris), het eerste bestuur (1822) van de afdeling Doetinchem van de Maatschappij tot Nut van 't Algemeen. Hij werd in maart 1824 tot wethouder benoemd (en bleef in die functie werkzaam tot 1843). In juni 1843 werd Coops door de stedelijke stand herverkozen tot lid van de Provinciale Staten van Gelderland en datzelfde jaar, bij Koninklijk Besluit van 20 mei 1843 nummer 54, op 79-jarige leeftijd benoemd tot burgemeester van Stad Doetinchem. Dat was als opvolger van de dan overleden burgemeester Willem Colson Aberson.
Coops bekleedde dit ambt tot zijn dood, 4 jaar later, waarna hij opgevolgd werd door D. Simons. Coops was voor zijn dood al enige tijd ziek en afwezig geweest bij de vergaderingen der Provinciale Staten van Gelderland. Hij werd begraven op de algemene begraafplaats aan de Nieuweweg te Doetinchem (het stadse kerkhof).

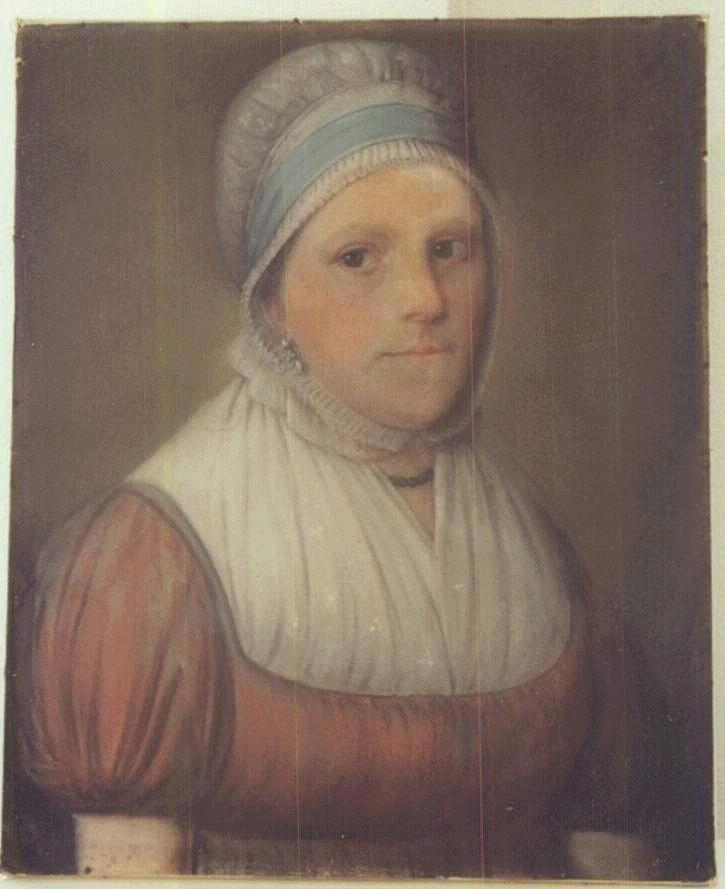
Harmina Coops-Hesselink door Theodorus Bohres